# Margarida Luísa de Orleães
Margarida Luísa de Orleães (em francês:  Marguerite Louise d'Orléans, 28 de julho de 1645 — 17 de setembro de 1721) chamada de Mademoiselle d'Orléans, foi Grã-Duquesa da Toscana, como consorte de Cosme III de Médici, Grão-Duque da Toscana. Privada do seu amante, Carlos V da Lorena, e ansiando por regressar a França, Margarida Luísa desprezava o marido e a família, com quem frequentemente estava em conflito, suspeitando, erradamente, da tentativa do seu envenenamento. Margarida Luísa reconciliou-se com os Médici por mais de uma ocasião, mas rapidamente retomava as hostilidades.
Na sequência da morte do Grão-Duque Fernando II de Médici, em 1670, Cosme III, sob influência da sua mãe, Vitória Della Rovere, recusou conceder a Margarida Luísa um lugar na Consulta (o Conselho de Estado toscano). Sem qualquer influência política, Margarida Luísa supervisionava a educação do seu filho mais velho, o Grão-príncipe Fernando. Mais duas crianças nasceram do seu casamento: Ana Maria Luísa, que veio a ser Eleitora Palatina, e João Gastão, o último Médici a reinar na Toscana. 
Em junho de 1675, após ter assinado um contrato com Cosme III no mês de Dezembro estipulando uma pensão de 80 000 libras, Margarida Luísa foi autorizada a regressar a França, na condição de residir na Abadia de S. Pedro de Montmartre (em francês:  Saint Pierre de Montmartre), perto de Paris. Filha de Gastão, Duque de Orleães, Margarida Luísa foi obrigada a prescindir dos seus direitos enquanto princesa de França no contrato celebrado com Cosme III. Apesar do contrato também proibi-la de deixar o convento, Margarida Luísa frequentemente visitava a corte do seu primo, o rei Luís XIV no Palácio de Versalhes, onde apostava grandes montantes nos jogos de azar. 
Ela protagonizou muitos escândalos no convento, incluindo uma tentativa de incendiá-lo, o que irritou profundamente o marido, que, apesar da separação, acompanhava a vida de Margarida Luísa. Apesar de tecnicamente serem casados, Margarida Luísa teve vários romances.

## Biografia

### Primeiros anos: 1645-1661

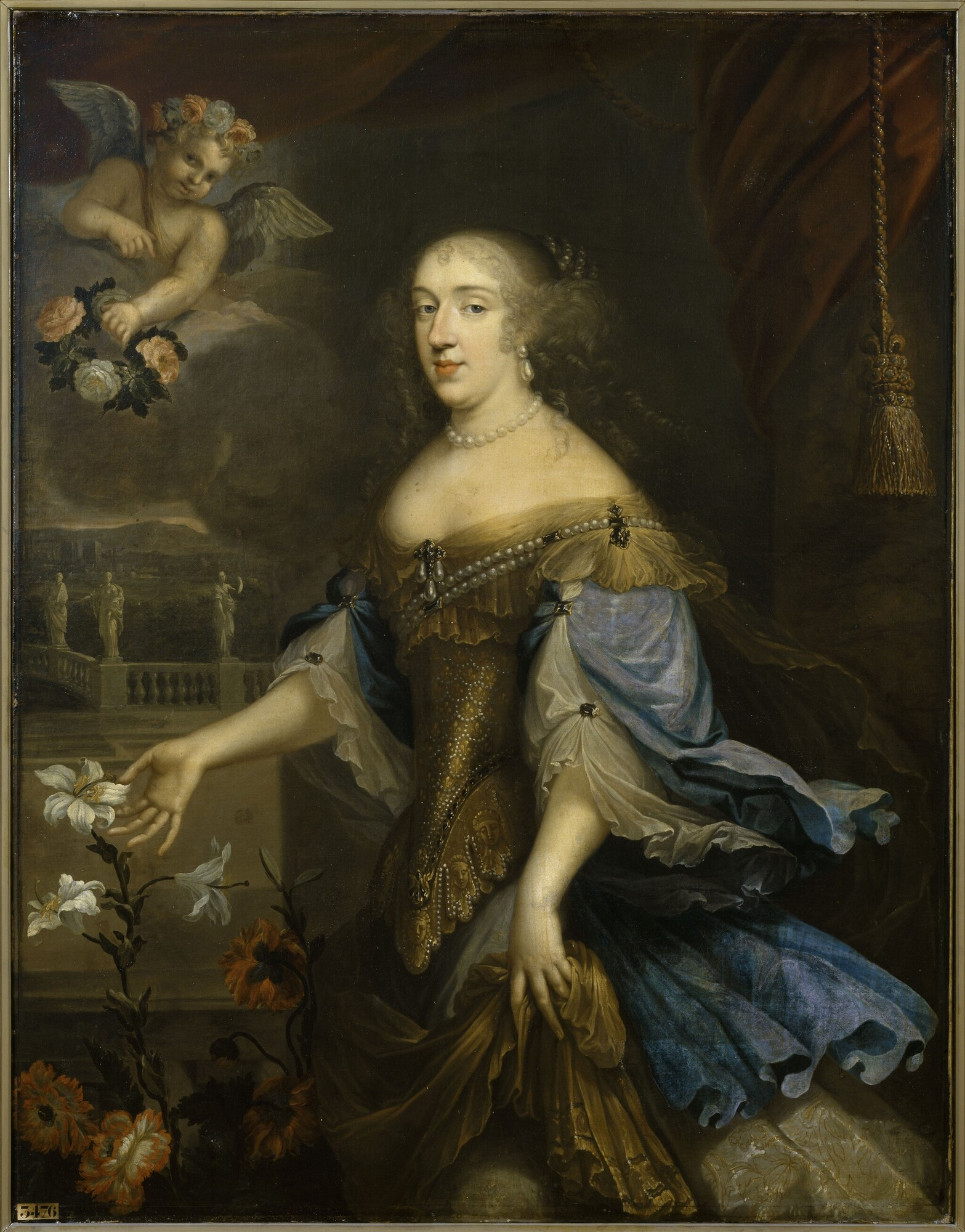
A irmã favorita de Margarida Luísa Duquesa de Montpensier a mais rica herdeira em França, obra da escola de Pierre Mignard.

Margarida Luísa, filha mais velha nascida do segundo casamento de Gastão de França, Duque de Orleães, com Margarida de Lorena, nasceu a 28 de julho de 1645 no Castelo de Blois. As suas outras irmãs mais novas incluíam Isabel Margarida, futura Duquesa de Guise, e Francisca Madalena, Duquesa de Saboia.
Margarida Luísa recebeu uma educação rudimentar na corte de seu pai em Blois, para onde se retirara após ter falhado a insurreição contra o seu sobrinho Luís XIV de França, a Fronda. Ela mantinha uma relação próxima com a sua meia irmã mais velha, Ana Maria Luísa de Orleães, Duquesa de Montpensier, La Grande Mademoiselle, que a levava ao teatro e aos bailes reais; Margarida Luísa adorava a irmã, frequentando diariamente o seu salon e procurando a sua orientação nos assuntos da corte. Margarida Luísa acreditava que fora Madame de Choisy, que aconselhara mal a sua mãe nos assuntos da corte e arruinara as negociações para o seu casamento com Carlos Emanuel II de Saboia. Por isso, quando outra proposta de casamento foi apresentada, desta vez de Cosme de Médici, Grão-Príncipe da Toscana, em 1658, Margarida Luísa pediu que sua meia-irmã que desse o seu consentimento. A sua irmã mais nova, Francisca Madalena, viria a casar com Carlos Emanuel II em 1663.
Inicialmente felicíssima com a perspetiva de casamento, Margarida Luísa cedo caiu em desânimo quando descobriu que a sua meia-irmã já não favorecia o casamento toscano, como fizera antes. Margarida Luísa tornou-se, então, errática: ela chocou a corte quando saiu desacompanhada, uma grave ofensa na sociedade francesa da época, com o seu primo Carlos de Lorena, que em breve se tornou seu amante. O seu casamento por procuração, em 19 de abril de 1661, nada fez para que a sua atitude se alterasse, para grande descontentamento dos ministros de Luís XIV; no dia em que era suposto receber os diplomatas que lhe apresentariam cumprimentos pelo casamento, ela tentou fugir para ir caçar, sendo impedida apenas pela Duquesa de Montpensier.

## Vida na Toscana: 1661-1670

### Grã-Princesa da Toscana

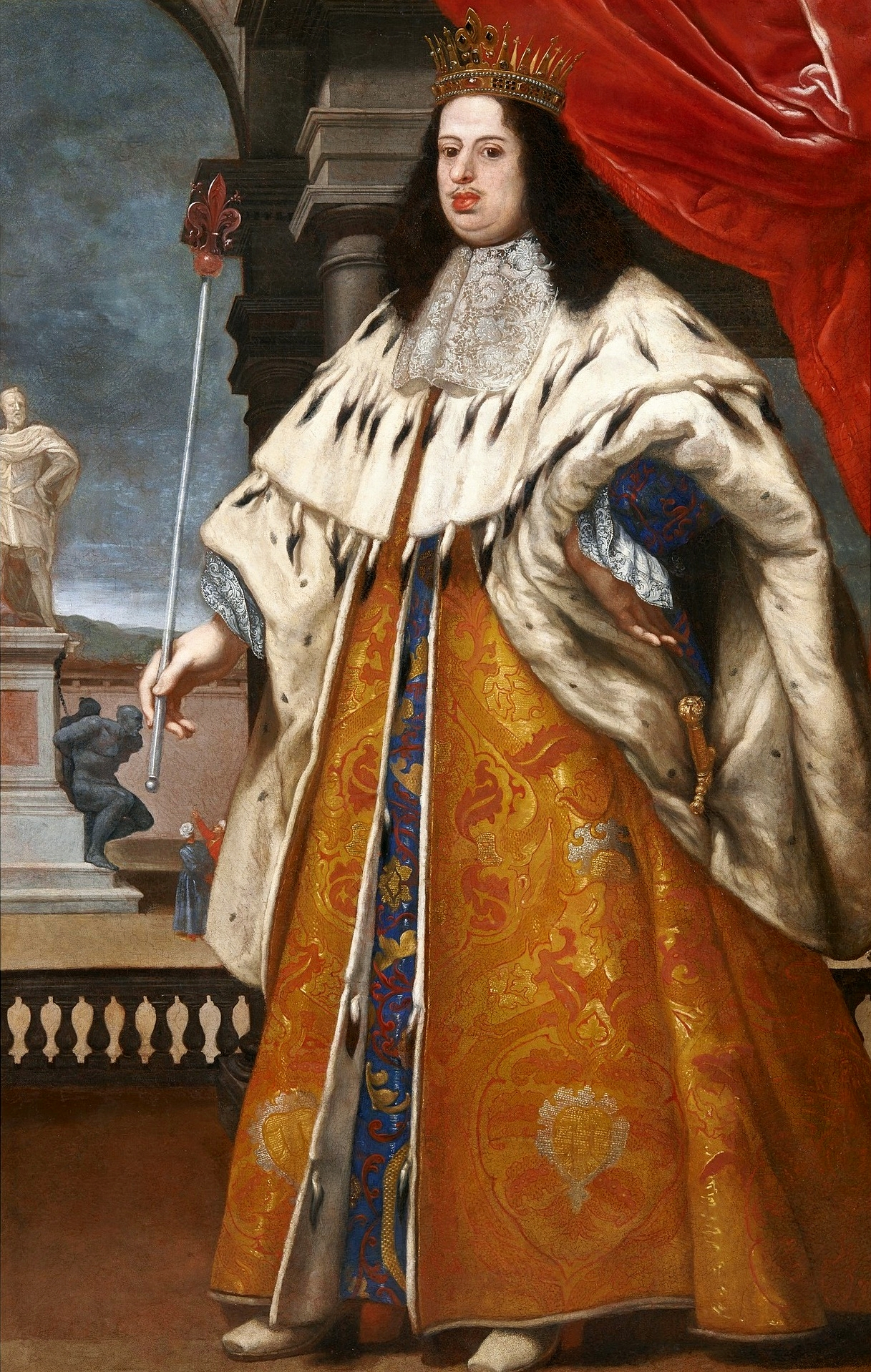
Cosme III de Médici, o marido de Margarida Luísa, que ela detestava, usando a regalia Grã-Ducal

Matias de Médici, irmão do Grão-Duque Fernando II, trouxe Margarida Luísa para a Toscana numa frota que compreendia nove galeões, três toscanos, três emprestados pela República de Génova e outras três do Estado Papal. Ela chegou à Toscana em 12 de junho desembarcando em Livorno, fazendo a sua entrada formal em Florença a 20 de junho com grandes festividades. O casamento, o mais esplendoroso espetáculo a que Florença assistira, foi composto por um cortejo de mais de 300 carruagens. Como prenda de casamento, o Grão-Duque Fernando II, pai do noivo, deu-lhe uma pérola "do tamanho de um pequeno ovo de pombo".
Margarida Luísa e Cosme saudaram-se com indiferença e, de acordo com a eleitora Sofia de Hanôver, só dormiam juntos uma vez por semana. Margarida Luísa, dois dias após o casamento, solicitou a Cosme a posse das joias da coroa toscanas, ao que este respondeu que não tinha autoridade para as dar. As joias que ela conseguira obter de Cosme tentou contrabandeá-las para fora da Toscana, sendo impedida apena pelo Grão-Duque, seu sogro. A indiferença de Margarida Luísa, após este incidente, transformou-se em ódio, compensado pelo seu amor por Carlos V da Lorena, de quem ela fora forçada a separar-se em Marselha. Numa ocasião, ela ameaçou partir uma garrafa na cabeça de Cosme se ele não saísse do quarto. O seu ódio a Cosme, contudo, não impediu que tivessem filhos: Grão-Príncipe Fernando em 1663, Ana Maria Luísa em 1667 e João Gastão em 1671. Também a família de Cosme, foi vítima dos caprichos Margarida Luísa: ela discutiu com a Grã-Duquesa Vitória quanto à precedência e com o Grão-Duque Fernando quanto ao seu caráter. Os gastos de Margarida Luísa não só a faziam impopular com o Grão-Duque, mas também com os florentinos, cansados da sua etiqueta permissiva.

### Súplicas a Luís XIV
Após a breve visita de Carlos de Lorena a Florença, durante a qual foi recebido pela família Grã-Ducal no Palácio Pitti, o palácio Grã-Ducal, o tom das cartas de Margarida Luísa para Carlos compeliram o Grão-Duque Fernando II e o seu filho, Cosme, a espiarem-na. Como resposta, ela implorou a Luís XIV que interviesse, o que vigorosamente declinou. Quer Margarida Luísa quer o Grão-Duque enviaram súplicas a Luís XIV na sequência do afastamento do seu séquito francês, ela queixando-se do tratamento que lhe davam, e o Grão-Duque pedindo que o comportamento da princesa orientado.
Para tranquilizar quer o Grão-Duque quer a princesa, o rei enviou o conde de Saint Mesme. Margarida Luísa queria regressar a França, e o Conde simpatizava com a ideia tal como muitos na corte francesa, e assim, ele regressou sem encontrar uma solução para aquela desarmonia doméstica, irritando quer Fernando II quer Luís XIV. Margarida Luísa passou então a humilhar Cosme sempre que podia: insistia em empregar cozinheiros franceses uma vez que temia que os Médici pretendessem envenena-la, chegando a chamar a Cosme "um pobre pagem" na presença do núncio Papal.
Em setembro de 1664, após várias tentativas francesas de reconciliação falhadas, Margarida Luísa deixou o seu apartamento no Palácio Pitti, recusando-se a regressar; então, Cosme mudou-a para a Villa di Lappeggi. onde ela era observada por quarenta soldados, e seis cortesãos, indicados por Cosme, que deviam acompanhá-la constantemente, uma vez que temiam a sua fuga. No ano seguinte, a rota de conflito parece ter mudado e ela reconciliou-se com a família Grã-Ducal. Mas esta delicada reaproximação colapsou após o nascimento de Ana Maria Luísa, em 1667, quando ela apanhou varíola.

## Grã-Duquesa da Toscana: 1670-1721

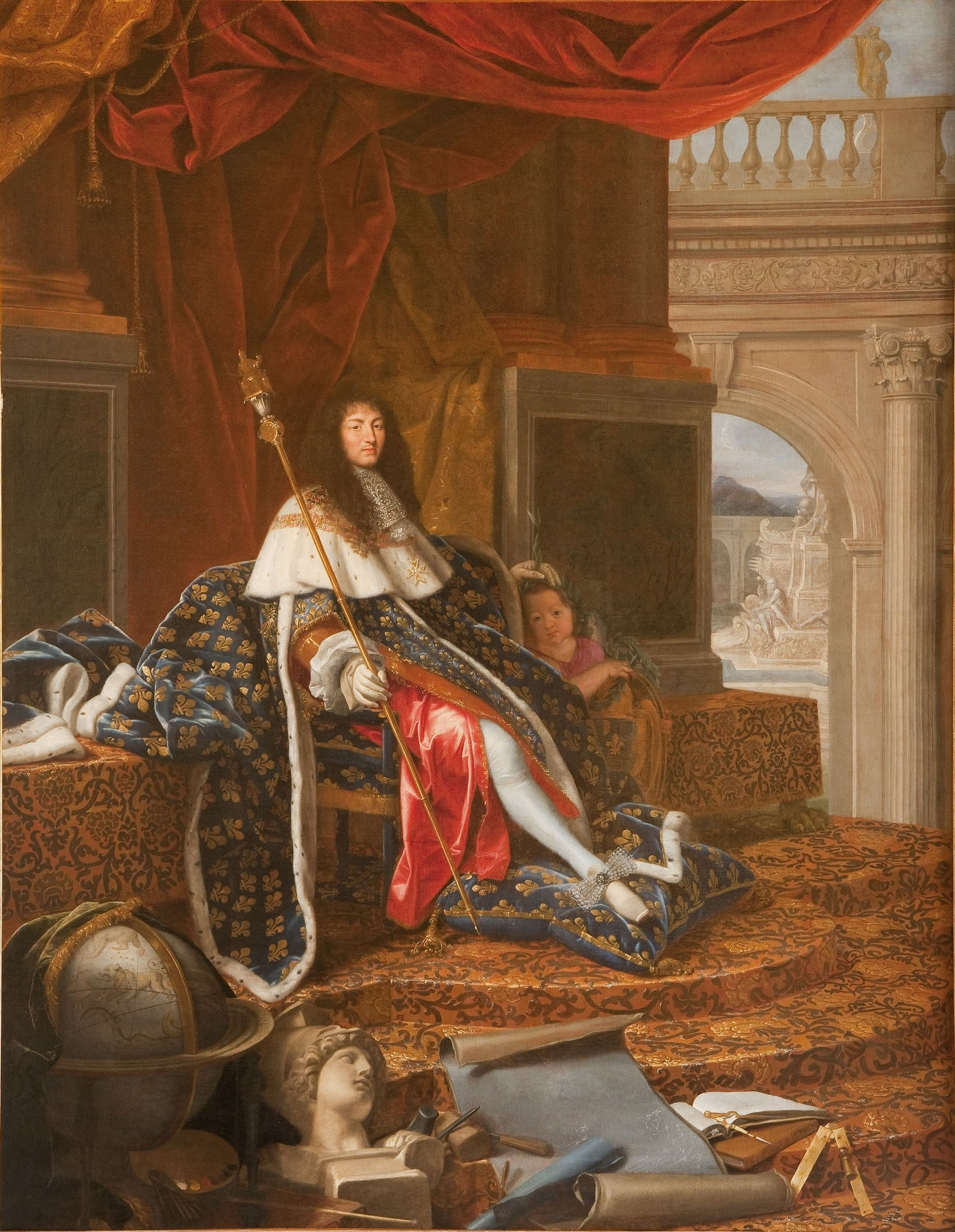
Luís XIV de França, primo co-irmão de Margarida Luísa, quadro pintado por Henri Testelin.

Em maio de 1670, com a morte do Grão-Duque Fernando II, Margarida Luísa tornou-se Grã-Duquesa da Toscana. A antiga tradição de incluir a mãe do Grão-Duque na Consulta, o Conselho de Estado toscano, foi reintroduzido com a ascensão de Cosme III. Repugnada pelo tratamento que Margarida Luísa tinha para com Cosme III e para com ela própria, Vitória Della Rovere, a mãe do Grão-Duque, assegurou que Margarida Luísa fosse excluída da política, deixando-lhe apenas a supervisão da educação do filho, o Grão-Príncipe Fernando. A Grã-Duquesa, furiosa com a sua exclusão, enfrentando Vitória na precedência e exigindo um assento na Consulta. Cosme III alinhou com a posição da mãe. No início de 1671, os confrontos entre Margarida Luísa e Vitória tornaram-se tão acesos que um contemporâneo dizia que "o Palácio Pitti tornara-se a morada do próprio diabo, e do amanhecer até à meia-noite só se ouvia o barulho de discussões".

### Regresso a França
No início de 1672, Margarida Luísa escreve a Luís XIV, implorando-lhe que enviasse assistência médica uma vez que pensava ter cancro de mama. Luís XIV enviou Alliot le Vieux, o médico pessoal da rainha-mãe Ana de Áustria, para cuidar dela. Ao contrário do Conde de Saint Mesme, Alliot não aderiu ao plano da princesa para regressar a França, com o pretexto de uma doença, dizendo que o tumor "não era de forma nenhuma maligno", embora ele recomendasse uma visita às termas. Frustrada por o seu plano ter falhado, Margarida Luísa passou a flertar um, cozinheiro do seu séquito, a quem fazia cócegas e com quem tinha lutas de almofadas, para aborrecer Cosme.
Para restaurar a harmonia doméstica, Cosme III enviou Madame du Deffand, a governanta de infância de Margarida Luísa, que já anteriormente falhara ao tentar ajudar o Grão-Duque. Contudo, por causa de uma sequência de mortes ocorrida na família Orleães, ela só chegou em dezembro 1672, bem mais tarde do esperado. Nessa altura, Margarida Luísa encontrava-se em desespero, tendo pedido para visitar a Villa Medici de Poggio a Caiano, no sentido de visitar um santuário existente nas proximidades. Uma vez aí, ela recusou regressar, provocando um afastamento de dois anos com o Grão-Duque, uma vez que este não consentia que ela regressasse a França, que já há muito solicitara. A missão de Madame du Deffand falhou e Luís XIV fez uma tentativa final de reconciliação do casal Grão-Ducal, sem sucesso. Após todas as tentativas de reconciliação terem falhado, Cosme cedeu a Margarida Luísa e, num contrato assinado em 26 de dezembro de 1674, concedeu-lhe uma pensão de 80 000 libras autorizando-a a regressar a França desde que ficasse confinada à Abadia de S. Pedro de Montmartre (Saint Pierre de Montmartre) e que os seus direitos enquanto princesa real de França fossem suspensos. Resplandecendo de alegria, a Grã-Duquesa partiu para França saindo com os candelabros e mobília da Villa Poggio a Caiano já que, nas suas próprias palavras, não tinha intenção de "vir embora sem um adequado salário ".

### Montmartre

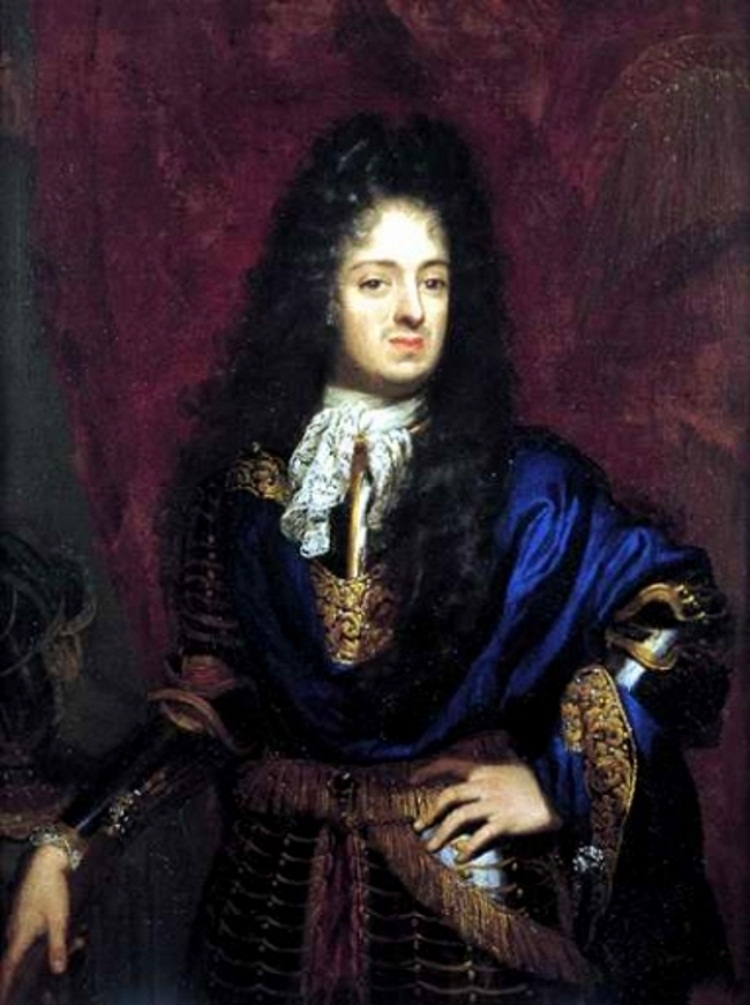
O Grão-Príncipe Fernando, filho mais velho de Margarida Luísa, por Niccolò Cassana, 1687.

Margarida Luísa partiu de Livorno em 12 de julho de 1675 e, aparentemente, não terá deixado saudades nos florentinos. A nobreza simpatizava com ela, culpando erradamente o Grão-Duque pela sua saída da Toscana. Inicialmente ela, patrocinou obras de caridade em Montmartre demonstrando um "ar piedoso"; mas rapidamente mudou para um ar mais profano, vestindo vermelho vivo ou amarelo canário, mantendo um caso amoroso com o Conde de Lovigny e, mais tarde, com dois membros do regimento do Luxemburgo. Luís XIV, ignorando o artigo do contrato de 1674 em que Margarida Luísa era proibida de sair do convento, autorizou a Grã-Duquesa a frequentar a corte, onde ela jogava apostando importantes quantias.
Pelo seu comportamento, fama e ar gasto, Margarida Luísa tinha a reputação de boêmia junto dos cortesãos de Versalhes e, por isso, foi compelida a aceitar no seu círculo "aqueles de nascimento insignificante". O enviado toscano, Gondi, emitia frequentes protestos para a corte francesa sobre o comportamento da Grã-Duquesa. Por fim, a Abadessa de Montmartre, Françoise Renée de Lorena, (1621–1682), ao ser inquirida pelo rei sobre o último caso de Margarida Luísa com um pagem, intercedeu, dizendo, "Uma conspiração de silêncio é o único antídoto para as depravações e excessos [de Margarida Luísa]"; isto explica a ausência de referências à princesa nos livros de memórias do tempo.
Cosme III tinha um delegado toscano que lhe dava conta de todos os movimentos de Margarida Luísa, que ele acompanhava de perto. Se achasse que determinado comportamento dela era ofensivo, Cosme escrevia a Luís XIV, pedindo-lhe explicações. Inicialmente compreensivo com Cosme, Luís XIV, cansou-se dos seus protestos sem fim, dizendo, "Já que Cosme consentira que a sua esposa se retirasse para França, ele perdera quaisquer direitos de interferir na sua conduta". O resultado foi que Cosme III deixou de contactar o rei no que respeita a assuntos que envolvessem a sua mulher.
Margarida Luísa fora informada da continuada doença de Cosme III pelo seu filho mais velho, o Grão-Príncipe Fernando. Confiante na iminente morte do marido, Margarida Luísa fez saber na Corte francesa que assim que seu detestado marido desaparecesse ela viajaria até Florença para banir todos os hipócritas e a hipocrisia e estabeleceria um novo governo. Contudo, isto nunca viria a acontecer e Cosme III sobreviver-lhe-ia dois anos.
Em 1688, afogada em dívidas, Margarida Luísa escreveu a Cosme, pedindo-lhe 20 000 Coroas. Dado que Cosme não parecia muito inclinado a dar-lhe esse montante, ela mudou o alvo do pedido e solicitou ao seu filho, o Grão-Príncipe Fernando, com a esperança que este a ajudasse. Mas este recusou uma vez que não queria aborrecer o pai. Por fim, Cosme pagou-lhe as dívidas, e a sua situação financeira ficou assegurada quando herdou uma grande soma de dinheiro dum parente em 1696.
Enquanto o comportamento de Margarida Luísa —que chegou ao ponto de ameaçar incendiar o convento— era tolerado pela anterior Abadessa de Montmartre, a nova Abadessa, Madame d'Harcourt, queixava-se frequentemente dela quer ao Grão-duque quer ao Rei. Em retaliação, Margarida Luísa ameaçou mata-la com um machado e uma pistola, formando um grupo contra ela. Assim, de acordo com os seus desejos, Cosme III consentiu que Margarida Luísa partisse para um novo convento, Saint-Mandé, na condição de que ela só partiria com a autorização explícita do rei Luís XIV sendo acompanhada por um camareiro da sua escolha. Caso ela não aceitasse estes requisitos, o pagamento da pensão seria suspenso, sendo apenas retomado quando Luís XIV a obrigasse a cumprir o acordado.

### Saint-Mandé
Em Saint-Mandé, Margarida Luísa passou por uma transformação: deixou os seus habituais "excessos", ocupando-se em reformar o convento, ao qual ela chamava "bordel espiritual"; a ausente Madre Superior, que vestia roupa masculina, foi mandada embora, freiras não-conformistas foram afastadas e por todas estas acções o seu comportamento deixou de ser um problema entre as cortes francesa e toscana. A saúde de Margarida Luísa começou a decair em 1712, com um ataque de apoplexia, que a deixou com o braço direito paralisado e a espumar da boca. Assim que recuperou, teve outro ataque no ano seguinte; a morte do único filho por quem ela tinha forte ligação, o Grão-Príncipe Fernando, contribuiu para o segundo ataque de apoplexia, que lhe paralisou os olhos tornando a fala difícil. O Regente de França, Filipe II de Orleães, primo (em segundo grau) de Margarida Luísa, permitiu que ela comprasse uma casa em Paris, no n.º 15 da Place des Vosges, onde ela viria a passar os seus últimos anos. Ela mantinha correspondência com a mãe do Regente, Isabel Carlota do Palatinado, contribuindo assiduamente para obras de caridade. Margarida Luísa de Orleães, Princesa de França e Grã-Duquesa da Toscana, morreu em setembro de 1721, sendo sepultada no Cemitério Picpus, em Paris.

## Descendência
Do seu casamento com Cosme III, Margarida Luísa teve três filhos:
1. Fernando (Ferdinando), Grão-Príncipe da Toscana (1663-1713) casado com Violante Beatriz de Baviera, sem descendência;
2. Ana Maria Luísa, (Anna Maria Luisa) Eleitora Palatina (1667-1743) casou com João Guilherme, Eleitor Palatino, sem descendência;
3. João Gastão (Gian Gastone), Grão-Duque da Toscana (1671-1737) casou com Ana Maria Francisca de Saxe-Lauemburgo, sem descendência.

## Títulos, tratamentos, honras e armas

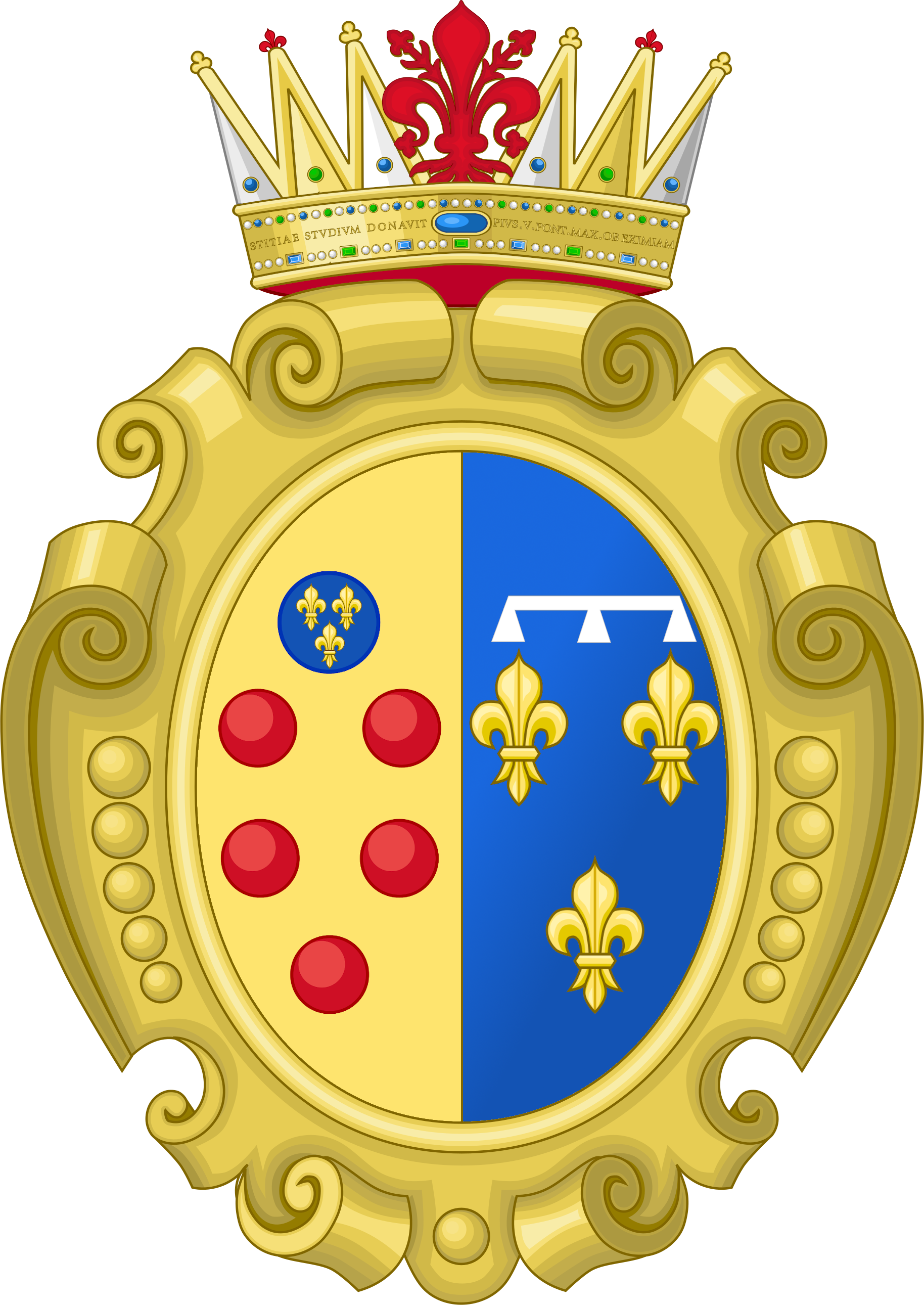
Armas de Margarida Luísa como Grã- Duquesa da Toscana

### Títulos e tratamento
- 28 de julho de 1645 – 12 de junho de 1661 - Sua Alteza Real, Mademoiselle d'Orléans
- 12 de junho de 1661 – 23 de maio de 1670 - Sua Alteza Real, a Grã-Princesa da Toscana
- 23 de maio de 1670 – 17 de setembro de 1721 - Sua Alteza Real, a Grã-Duquesa da Toscana